# Цивільно-правовий договір
Цивільно-правовий договір (також цивільно-правова угода) — домовленість (правочин) двох або більше сторін, спрямована на встановлення, зміну або припинення цивільних прав та обов'язків (ч. 4 ст. 202, ч. 1 ст. 626 Цивільного кодексу України). Цивільно-правовий договір є однією з підстав виникнення зобов’язальних правовідносин (п. 1 ч. 2 ст. 11, ч. 2 ст. 509 Цивільного кодексу України). Цивільно-правовий договір є юридичною конструкцією, що опосередковує широкий спектр різноманітних дій учасників цивільних правовідносин майнового та організаційного характеру.

## Класифікація договірних зобов’язань (окремі групи, види та підвиди цивільних договорів)
Існують різні підстави класифікації договірних зобов’язань. У цивілістичній доктрині найбільше визнання та застосування отримала класифікація договірних зобов’язань М. В. Гордона, яка враховує два класифікаційні критерії: економічний (природа відносин, які опосередковуються договором) та юридичний (правовий результат, який досягається). Ця класифікація є багатоступеневою та поряд з виділенням типу відносин (договірні зобов’язання) передбачає поділ договорів на групи, груп на види, а останніх – на підвиди.  Модифікована, з урахуванням сучасного стану суспільних відносин та цивільного законодавства, класифікація договірних зобов’язань, як окремого типу зобов’язань (поряд з недоговірними)  за М. В. Гордоном має такий вигляд:
1)	зобов’язання про передачу майна у власність;
2)	зобов’язання про передачу майна у користування;
3)	зобов’язання про виконання робіт;
4)	зобов’язання про надання послуг;
5)	зобов’язання щодо розпорядження (розпоряджання) правами інтелектуальної власності;
6)	зобов’язання зі спільної діяльності (загальноцільові договори).

### Група "зобов’язання про виконання робіт"
Група зобов’язань про виконання робіт включає в себе договори підряду (побутовий підряд, будівельний підряд, підряд на проєктні та пошукові роботи, договір ремонту), договори на виконання науково-дослідних, дослідно-конструкторських, технологічних робіт.

### Група "зобов’язання про надання послуг"
Група зобов’язань про надання послуг включає в себе різноманітні договори відповідно до класифікацій послуг. Класифікацій послуг існує декілька, наприклад, залежно від сфери застосування (надання) можна виділити: послуги зв’язку, медичні послуги, правові послуги, освітянські послуги, аудиторські послуги, культурно-видовищні (розважальні), туристично-екскурсійні, готельні, комунальні тощо. Залежно від характеру дій, які вчиняються виконавцем послуг, розрізняють: 1) договори про надання юридичних послуг  — тобто такі, які пов’язані зі встановленням, зміною або припиненням цивільних прав та обов’язків замовника, та надання замовнику допомоги в реалізації належних йому прав або виконанні обов’язків (договори доручення,комісії, агентування); 2) договори з приводу надання фактичних послуг, тобто послуг, не пов’язаних зі встановленням, зміною або припиненням прав та обов’язків замовника (договори зберігання, перевезення); 3) договори з приводу надання послуг, що поєднують у собі юридичних та фактичних послуг (договір транспортного експедирування довірчого управління майном, послуги грошово-кредитного характеру, як от: позика, кредитний договір, факторинг, банківський рахунок, договір банківського вкладу). Багато договорів про надання послуг не врегульовані у Цивільному кодексі України, тобто належать до непоіменованих договорів. Для їх регулювання можуть застосовуватись норми глави 63 ЦК України "Загальні положення про послуги"; норми глави 63 ЦК України можуть застосовуватися і до тих договорів про надання послуг, які взагалі не передбачені цивільним законодавством, але укладання яких відповідає його ( цивільного законодавства ) загальним засадам (ч. 1 ст. 6 ЦК України).
Неможливо окреслити повний перелік видів та підвидів договорів про надання послуг, але виходячи з аналізу цивілістичної літератури, можна вказати на такий їх орієнтовний перелік: 1) договори перевезення та транспортного експедирування (договір перевезення залізничним транспортом, договір перевезення автомобільним транспортом, договір перевезення річковим транспортом, договір перевезення повітряним транспортом, договори у сфері торговельного мореплавства, договір транспортного експедирування);
2) договори зберігання та охорони (в тому числі договір складського зберігання та спеціальні види зберігання (зберігання речі у ломбарді, зберігання цінностей у банку; зберігання речей у камерах схову у камерах схову організацій,  підприємств транспорту; зберігання речей у гардеробі організації, зберігання речей пасажира під час його перевезення, зберігання речей у готелі; зберігання речей, що є предметом спору; зберігання автотранспортних засобів; договір охорони (договір про охорону об’єктів; договір охорони майна, що перебуває в жилих приміщеннях громадян));
3) договори, пов’язані з наданням посередницьких послуг (договір доручення, договір комісії, договір консигнації, агентський договір, а також договори про надання брокерських та дилерських послуг);
4) договір управління майном;
5) договори про надання фінансових послуг (договір страхування, договір позики, кредитний договір, договір банківського рахунку, договір банківського вкладу (депозиту),  договори про та надання банківсько-розрахункових послуг, договір факторингу);
6) інші види договорів про надання послуг (договір надання фінансових послуг, договір на проведення аудиту, договір про надання медичних послуг, договір про надання інформаційних послуг, договір про надання послуг у сфері туризму; договори про надання послуг зв’язку (в  т. ч. мобільного зв’язку), договори про надання комунальних послуг (за винятком таких комунальних послуг, предметом яких є постачання ресурсів через приєднану мережу) тощо).

### Група "зобов’язання  щодо розпорядження (розпоряджання) правами інтелектуальної власності"
Група зобов’язань щодо розпорядження правами інтелектуальної власності об’єднує такі договори, як договір на використання об’єкта права інтелектуальної власності, ліцензійний договір, договір про створення за замовленням і використання об’єкта права інтелектуальної власності, договір про передання виключних майнових прав інтелектуальної власності, договір щодо управління майновими правами автора, договір про передачу ноу-хау та інші, в тому числі договір комерційної концесії (франчайзингу).

### Група "зобов’язання зі спільної діяльності (загальноцільові договори)"
Група зобов’язань зі спільної діяльності включає договір про спільну діяльність, договір простого товариства та засновницький договір.